# Rheobatrachus
Rheobatrachus eller magruvargroda är ett utdött släkte av groddjur som ingår i familjen australtandpaddor.
Dessa groddjur förekom i nordöstra Australien i delstaten Queensland.
Arter enligt Catalogue of Life och Amphibian Species of the World:
- Rheobatrachus silus
- Rheobatrachus vitellinus

Arterna var med en kroppslängd av 33 till 79 mm störst i familjen australtandpaddor. Honan svalde de befruktade äggen eller de nykläckta grodynglen som sedan utvecklades i moderns magsäck. Äggen eller ynglen producerade det hormonliknande ämnet prostaglandin E2 som stoppar bildandet av magsyra. Efter cirka två månader "föddes" ungarna genom moderns mun. De var små men har samma utseende som de vuxna djuren.
Båda de ingående arterna är klassificerade som utdöda av IUCN, både R. silus och R. vitellinus 2002.